# جعفر و گلنار
جعفر و گلنار فیلمی به کارگردانی و نویسندگی منوچهر قاسمی محصول سال ۱۳۴۹ است.

## خلاصه داستان
جعفر مأمور سرکوبی راهزنان می‌شود و در جریان مأموریت با دختری به نام گلنار آشنا شده و به وسیله او محل اختفای قلی خان رئیس راهزنان را یافته و آن‌ها را از بین می‌برد و سپس با دختر مورد علاقه‌اش ازدواج می‌کند…

## بازیگران
- نعمت‌الله آغاسی
- فرهاد خانمحمدی
- فروزان
- هوشنگ منظوری
- مارینا متر
- علی میری
- اسداله یکتا
- ابراهیم فخار
- ماشین چیان
- یدالله محمدی‌نژاد